# Клівленд (Міннесота)
Клівленд (англ. Cleveland) — місто (англ. city) в США, в окрузі Ле-Сюер штату Міннесота. Населення — 747 осіб (2020).

## Географія
Клівленд розташований за координатами 44°19′25″ пн. ш. 93°50′7″ зх. д. / 44.32361° пн. ш. 93.83528° зх. д. (44.323591, -93.835317).  За даними Бюро перепису населення США в 2010 році місто мало площу 1,56 км², уся площа — суходіл. В 2017 році площа становила 1,42 км², уся площа — суходіл.

## Демографія
Згідно з переписом 2010 року, у місті мешкало 719 осіб у 278 домогосподарствах у складі 205 родин. Густота населення становила 462 особи/км².  Було 298 помешкань (191/км²).
Расовий склад населення:
| - 98,7 % — білих - 0,1 % — азіатів - 1,0 % — осіб інших рас |

До двох чи більше рас належало 0,1 %. Частка іспаномовних становила 1,5 % від усіх жителів.
За віковим діапазоном населення розподілялося таким чином: 27,5 % — особи молодші 18 років, 61,1 % — особи у віці 18—64 років, 11,4 % — особи у віці 65 років та старші. Медіана віку мешканця становила 39,7 року. На 100 осіб жіночої статі у місті припадало 99,7 чоловіків;  на 100 жінок у віці від 18 років та старших — 98,1 чоловіків також старших 18 років.
Середній дохід на одне домашнє господарство  становив 63 792 долари США (медіана — 58 438), а середній дохід на одну сім'ю — 75 411 долар (медіана — 72 604). Медіана доходів становила 39 750 доларів для чоловіків та 35 903 долари для жінок. За межею бідності перебувало 9,5 % осіб, у тому числі 21,9 % дітей у віці до 18 років та 6,3 % осіб у віці 65 років та старших.
Цивільне працевлаштоване населення становило 379 осіб. Основні галузі зайнятості: освіта, охорона здоров'я та соціальна допомога — 26,1 %, виробництво — 21,9 %, роздрібна торгівля — 11,3 %, публічна адміністрація — 6,3 %.